# Île Oukéréoué
L’île Oukéréoué ou Ukerewe est la plus grande île du lac Victoria, et la plus grande île lacustre d'Afrique, avec une superficie d'environ 530 km². Ses côtes sont très découpées. Elle fait partie du district d'Ukerewe, dans la région de Mwanza, en Tanzanie. L'île se trouve à 45 kilomètres au nord de Mwanza, la deuxième ville du pays, à laquelle elle est reliée par ferry ; elle ne se trouve qu'à 3,8 kilomètres de la rive est du lac, dont elle est séparée par le détroit de Rugezi. L'île d'environ 200 000 habitants sert de refuge aux albinos, victimes de violences et de meurtres dans les pays voisins.

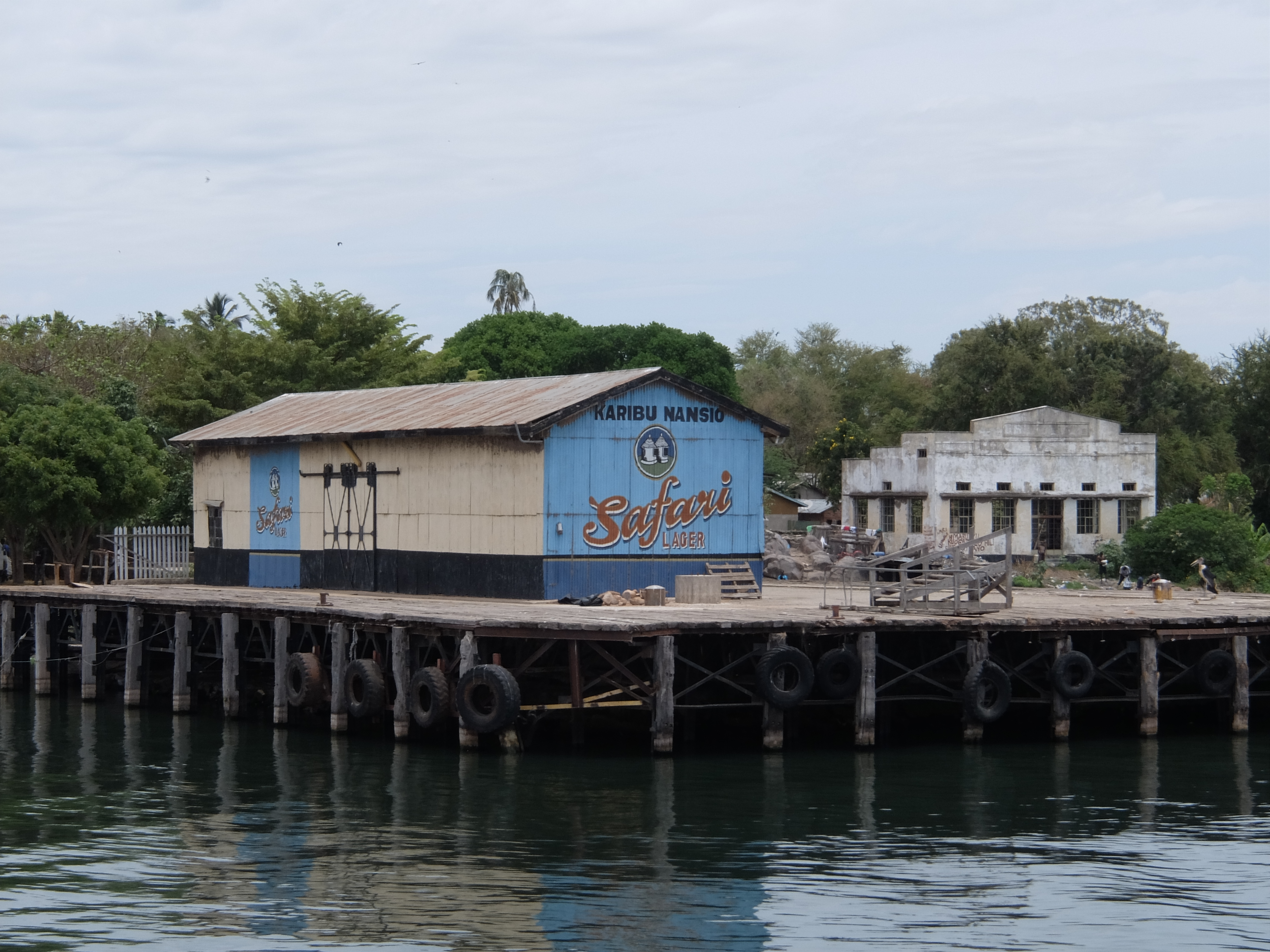
Le port de Nansio, sir l'île Oukéréoué.

## Littérature
Les Enfants du faiseur de pluie d'Aniceti Kitereza, 1996  et Le Tueur de serpents, L'Harmattan/UNESCO 1999, traduits du swahili Bwana Myombekere na Bibi Bugonoka na Ntulanalwo na Bulihwali, Tanzania Publishing House, 1980 par Simon Baguma Mweze et Olivier Barlet. Ce roman fortement documentaire sur l'ancienne Afrique se situe sur l'Île Oukéréoué.